# Parnas (jodendom)
Een parnas of parnassijn, meervoud parnassim, is in het jodendom een term voor een lid van het bestuur van een joodse gemeente. Dezelfde term wordt gebruikt voor de bestuurder van vereniging die bij een joodse gemeente is aangesloten. In het Jiddisch wordt parnas uitgesproken als parnes (meervoud parnossem), in het sefardisch als parnaas.
In de tijd van de Talmoed werd er geen onderscheid gemaakt tussen de administratieve en religieuze bestuurder, de rabbijn, van een joodse gemeente. Beide functies werden aangeduid als parnas. In de 16e eeuw ontstond een onderscheid tussen de bestuurder, de parnas, en de rabbijn. Nog later kwamen er verschillende functies in een joods bestuur, die werden aangeduid met combinaties zoals parnas-president (of parnas-voorzitter), tweede parnas, en parnas-thesaurier.
Parnas komt als achternaam voor in onder andere de V.S., waarheen duizenden personen met deze naam immigreerden. De naam komt in 2018 vooral voor in de staten Missouri, New York en Californië.

## Wetenswaardigheden
De Italiaanse schrijver en psycho-analist Silvano Arieti schreef in 2014 "The Parnas: A scene from the Holocaust", een deels geromantiseerd verhaal over een parnas van de joodse gemeente in Pisa, Giuseppe Pardo Roques, die geestesziek was en door de Nazi's werd vermoord.